# NGC 5729
NGC 5729 (другие обозначения — MCG -1-37-12, IRAS14394-0847, PGC 52507) — спиральная галактика (Sb) в созвездии Весы.
Этот объект входит в число перечисленных в оригинальной редакции «Нового общего каталога».